# Julio Parrilla Díaz
Julio Parrilla Díaz Adsis (Orense, 25 de marzo de 1946), es un eclesiástico y misionero católico español. Fue obispo de Riobamba, entre 2013 y 2021.

## Biografía
Julio nació el 25 de marzo de 1946, en la ciudad española de Orense, Galicia.
Realizó su formación primaria y secundaria en su ciudad natal. Estudió Jurisprudencia en la Universidad de Santiago de Compostela (1964-1966), pero descubrió su vocación religiosa y abandonó sus estudios universitarios para seguirla.
En 1970, tras realizar estudios en la Universidad Pontificia Salesiana, obtuvo la licenciatura en Filosofía. En 1974, en la Universidad de Valencia, consiguió la licenciatura en Filosofía y Letras, con especialización en Filosofía pura. Luego, en 1977 obtuvo la licenciatura en Teología, con especialización en  Catequética, por el Instituto Catequético San Pío X, adscrito a la Universidad Pontificia de Salamanca.

### Vida religiosa
En 1966, ingresó a la Congregación de los Salesianos, y al mismo tiempo, en la comunidad Adsis. El 15 de agosto de 1971, realizó su profesión de votos religiosos en la comunidad Adsis.
Su ordenación sacerdotal fue el 30 de marzo de 1975, en Salamanca; a manos del obispo  Mauro Rubio Repullés; para la congregación salesiana.
- Secretario general de la comunidad Adsis (1975-1979; 1992-1998).
- Vicario coadjutor de Ntra. Sra. de Fátima, en Salamanca (1979-1988).

En 1981, tras obtener la dispensa de votos, se incardinó en la diócesis de Salamanca.
- Párroco de Santa Marta de Tormes (1985-1991).[2]

En 1991, fue enviado como misionero a Ecuador, donde fue:
- Párroco de San Ignacio de Loyola, de Portoviejo (1992-1993).
- Consejero general de la comunidad Adsis y responsable de las áreas de celibato, matrimonio y familia. (1992-1999).
- Párroco de La Inmaculada de Iñaquito, de Quito (1998-2008).
- Juez del Tribunal de Apelación de la Conferencia Episcopal Ecuatoriana (2000-2005).
- Presidente de la Comisión de Pastoral Social de la arquidiócesis de Quito (2006-2008).
- Delegado del movimiento ADSIS y presidente de la Fundación ADSIS en el Ecuador.[2]

## Episcopado

### Obispo de Loja
El 18 de abril de 2008, el papa Benedicto XVI lo nombró obispo de Loja. Fue consagrado el 5 de junio del mismo año, en la Catedral de Loja, a manos del arzobispo Giacomo Guido Ottonello.

### Obispo de Riobamba
El 12 de enero de 2013, fue nombrado obispo de Riobamba. Tomó posesión canónica el 2 de marzo del mismo año, durante una ceremonia en la Catedral de Riobamba.
- Presidente de la Comisión de la Pastoral Social "Caritas" y presidente de Caritas Ecuador.[6]

#### Renuncia
El 28 de abril de 2021, el papa Francisco aceptó su renuncia, como obispo de Riobamba, nombrado a un administrador apostólico al mismo tiempo. También le aceptó la renuncia al obispo coadjutor electo Gerardo Nieves Loja. Anteriormente se había denunciado que Parrilla había tenido una mala gobernanza y flaqueza moral en Riobamba,y que ésta se convirtió "en una diócesis pagana inundada de bendiciones y entregada a la compra venta de servicios pastorales"; siendo relacionado con corrupción. También agregando, que "Parrilla intentó borrar la memoria del obispo Proaño de la vida de los fieles". Además de ser acusado: "es gobernador de la diócesis, no pastor; su soberbia no le deja ser coherente".
Esta controversia escaló cuando el Papa aceptó su renuncia, algunos medios de comunicación tomaron la decisión del Pontífice como una destitución jerárquica por las denuncias presentadas, hecho que fue desmentido por la CEE.
En la toma de posesión canónica del administrador apostólico de Riobamba; el nuncio apostólico en Ecuador, Andrés Carrascosa Coso, pronunció el afecto del Papa y de la Conferencia Episcopal Ecuatoriana ante lo sucedido en días pasados:

Quiero comenzar dando las gracias a mis hermanos obispos, numerosos, que sin invitación ninguna por parte de nadie hemos venido a acompañar a la diócesis de Riobamba, a arropar a dos hermanos nuestros que han sido calumniados estos últimos días, y a apoyar al nuevo administrador apostólico. 

Quiero decir alto y claro, y espero que los medios de comunicación tomen nota, sobre todo aquellos que se han dedicado a calumniar..... El día que monseñor Julio Parrilla cumplió 75 años, el 25 de marzo, estuve 40 minutos en audiencia privada de trabajo con el papa Francisco y se perfectamente lo que el papa Francisco piensa de monseñor Julio Parrilla y del padre Gerardo Nieves. 

Y quiero que quede claro que todo lo que ha salido de esto es mentira. No podemos generalizar; hay medios que lo han hecho seriamente, pero hay otros medios que lo han hecho sin ninguna ética y creo que en una sociedad sana todos los ciudadanos tenemos derecho a reclamar que haya ética en quien tiene un poder tan grande como el de la prensa. No se puede asesinar a las personas en los medios de comunicación gratuitamente con mentiras.

En un principio, Parrilla regresaría a España, su país de origen; para recibir atención médica adecuada de su estado de salud (por su diabetes), y por dedicar un poco de atención a su familia. Desde 2021, vive en Salamanca, siendo vicario parroquial de Santa Marta de Tormes. En 2022, participó en la consagración del obispo Álvaro Chordi Miranda, de la comunidad Adsis.

## Distinciones
| Universidad / Institución              | Fecha                 | Reconocimiento otorgado                             | Ref.   |
| -------------------------------------- | --------------------- | --------------------------------------------------- | ------ |
| Universidad Técnica Particular de Loja | 25 de febrero de 2013 | Profesor honoris causa                              | [ 20 ] |
| Presidencia del Ecuador                | 20 de agosto de 2020  | Orden Nacional al Mérito, en el Grado de Comendador | [ 21 ] |

## Libros
- Hijos y hermanos en torno a Jesús (Ed. PPC, 1998).
- Extiende tu mano (Ed. PPC, 2001).
- Amor extramuros: El riesgo de ser célibe (Ed. San Pablo, 2004).
- Volver al primer amor: La renovación posible (Ed. San Pablo, 2006).
- Sobre el dolor y la compasión: Desde el fondo de la quebrada (Ed. San Pablo, 2009).
- Mi esperanza lleva su nombre (Ed. PPC, 2021).[18][22]